# Gajan (Ariège)
Gajan település Franciaországban, Ariège megyében. Lakosainak száma 330 fő (2022. január 1.). Gajan Barjac, Lasserre, Montardit, Montjoie-en-Couserans, Saint-Lizier, Lorp-Sentaraille és Taurignan-Vieux községekkel határos.

## Népesség
A település népességének változása:
| Lakosok száma | 180  | 210  | 281  | 295  | 309  | 314  | 309  | 308  | 316  | 330  |
|               | 1968 | 1982 | 1990 | 2006 | 2013 | 2015 | 2017 | 2019 | 2020 | 2022 |